# 第8回クリティクス・チョイス・アワード
8th Critics' Choice Awards

2003年1月17日
作品賞: 

『シカゴ』
第8回クリティクス・チョイス・アワードは、放送映画批評家協会によって2002年の映画に贈られる賞で、2003年1月17日に発表された。

## 作品トップ10
（アルファベット順）
1. 『アバウト・シュミット』
2. 『アダプテーション』
3. 『キャッチ・ミー・イフ・ユー・キャン』
4. 『シカゴ』（アカデミー作品賞受賞作）
5. 『エデンより彼方に』
6. 『ギャング・オブ・ニューヨーク』
7. 『めぐりあう時間たち』
8. 『ロード・オブ・ザ・リング/二つの塔』
9. 『戦場のピアニスト』
10. 『ロード・トゥ・パーディション』

## 受賞・ノミネート一覧

### 主演男優賞
- ジャック・ニコルソン - 『アバウト・シュミット』
- ダニエル・デイ＝ルイス - 『ギャング・オブ・ニューヨーク』
  - ロビン・ウィリアムズ - 『ストーカー』

### 主演女優賞
- ジュリアン・ムーア - 『エデンより彼方に』
  - サルマ・ハエック - 『フリーダ』
  - ニコール・キッドマン - 『めぐりあう時間たち』
  - ダイアン・レイン - 『運命の女』

### アニメ映画賞
- 『千と千尋の神隠し』
  - 『アイス・エイジ』
  - 『リロ・アンド・スティッチ』
  - 『スピリット』

### キャスト賞
- 『シカゴ』
  - 『マイ・ビッグ・ファット・ウェディング』
  - 『めぐりあう時間たち』

### 作曲賞
- ジョン・ウィリアムズ - 『キャッチ・ミー・イフ・ユー・キャン』、『ハリー・ポッターと秘密の部屋』、『マイノリティ・リポート』
  - フィリップ・グラス - 『めぐりあう時間たち』
  - ハワード・ショア - 『ロード・オブ・ザ・リング/二つの塔』

### デジタルアクション演技賞
- ゴラム - 『ロード・オブ・ザ・リング/二つの塔』

### 監督賞
- スティーヴン・スピルバーグ - 『キャッチ・ミー・イフ・ユー・キャン』、『マイノリティ・リポート』
  - マーティン・スコセッシ - 『ギャング・オブ・ニューヨーク』
  - ロマン・ポランスキー - 『戦場のピアニスト』

### ドキュメンタリー賞
- 『ボウリング・フォー・コロンバイン』
  - 『くたばれ!ハリウッド』
  - 『永遠のモータウン』

### ファミリー映画賞
- 『ハリー・ポッターと秘密の部屋』
  - 『オールド・ルーキー』
  - 『エバーラスティング 時をさまようタック』

### 作品賞
- 『シカゴ』
  - 『アバウト・シュミット』
  - 『アダプテーション』
  - 『キャッチ・ミー・イフ・ユー・キャン』
  - 『エデンより彼方に』
  - 『ギャング・オブ・ニューヨーク』
  - 『めぐりあう時間たち』
  - 『ロード・オブ・ザ・リング/二つの塔』
  - 『戦場のピアニスト』
  - 『ロード・トゥ・パーディション』

### テレビ映画賞
- 『ドア・トゥ・ドア/バッグに愛とまごころを…』
  - 『ライブ・フロム・バグダッド 湾岸戦争最前線』
  - Martin and Lewis

### 外国語映画賞
- 『天国の口、終りの楽園。』
  - 『トーク・トゥ・ハー』
  - 『モンスーン・ウェディング』

### 歌曲賞
- 「ルーズ・ユアセルフ」 - エミネム - 『8 Mile』
  - "Hero" - チャド・クルーガー - 『スパイダーマン』
  - "Father and Daughter" - ポール・サイモン - 『ワイルド・ソーンベリーズ ムービー』

### 助演男優賞
- クリス・クーパー - 『アダプテーション』
  - アルフレッド・モリーナ - 『フリーダ』
  - ポール・ニューマン - 『ロード・トゥ・パーディション』

### 助演女優賞
- キャサリン・ゼタ＝ジョーンズ - 『シカゴ』
  - キャシー・ベイツ - 『アバウト・シュミット』
  - メリル・ストリープ - 『アダプテーション』

### 脚本賞
- チャーリー・カウフマン - 『アダプテーション』、『コンフェッション』
  - アレクサンダー・ペイン、ジム・テイラー - 『アバウト・シュミット』
  - ニア・ヴァルダロス - 『マイ・ビッグ・ファット・ウェディング』

### 若手男優・女優賞
- キーラン・カルキン - 『17歳の処方箋』
  - タイラー・ホークリン - 『ロード・トゥ・パーディション』
  - ニコラス・ホルト - 『アバウト・ア・ボーイ』